# Ami – go home!

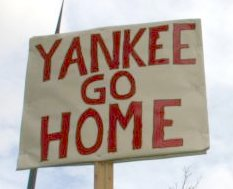
„Yankee go home“, Plakat in Liverpool

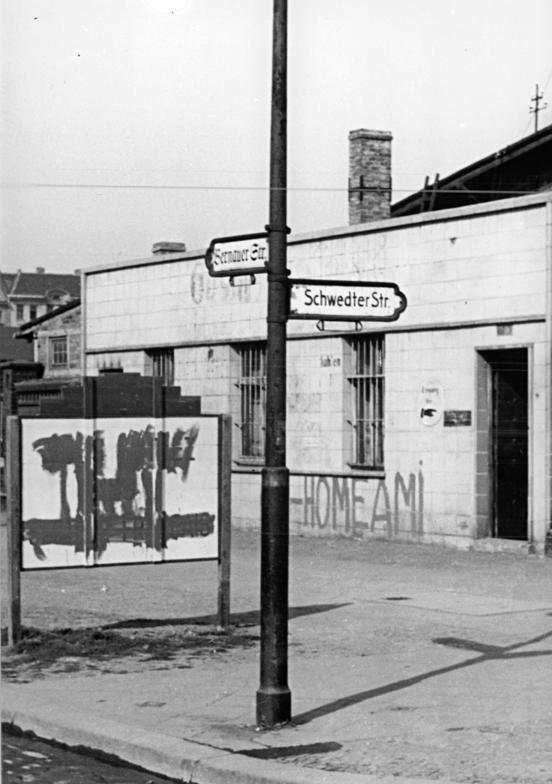
Antiamerikanischer Slogan Go home, Ami in Berlin (auf West-Berliner Seite) an der ehemaligen Sektorengrenze Bernauer Straße und Schwedter Straße (1950).
Das Schild Sie betreten den französischen Sektor (links) wurde übermalt.

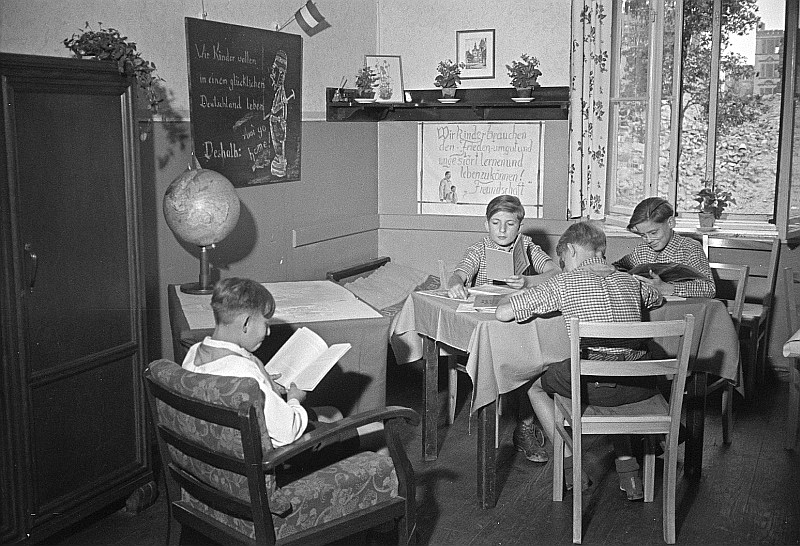
Kinderheim in der DDR 1951.
Die Parole ist auf der Tafel zu erkennen.

Ami – go home! (ähnlich: Yankee go home; Englisch „go home!“ für „geh nach Hause!“) ist seit dem Zweiten Weltkrieg ein besonders in der westeuropäischen Einflusssphäre und den Ländern des Ostblocks verbreiteter Slogan oder politisches Schlagwort, das sich gegen die Anwesenheit von US-Streitkräften in einem Land richtet. In Deutschland wurde der Slogan in der Anfangsphase des Kalten Krieges durch ein gleichnamiges Lied von Ernst Busch (zu der Melodie von Tramp! Tramp! Tramp!, arrangiert von Hanns Eisler) bekannt; er fand sich auch auf frühen Propagandaplakaten der DDR wieder.

## Geschichte
Schon seit 1950 hatten verschiedene europäische Kommunistische Parteien und ihre Anhänger den Slogan gegen die Präsenz von US-Soldaten verwendet: So hatten 1951 „Störtrupps der SED und FDJ“ auf West-Berliner Bahnhöfen neben Transparenten auch Klebestreifen mit dem Slogan „Ami go home!“ angebracht. Diese wurden jedoch vom Westberliner Polizeipräsidenten für „polizeiwidrig“ erklärt. Außerdem trat die Parole Yankee go home vor allem in Ländern auf, in denen eine starke Politische Linke sich gegen die US-Militärpräsenz im Rahmen der NATO wandte wie in Frankreich (bis 1966) oder Italien.
In den 1960er Jahren wurde der Slogan als Reaktion auf den Vietnamkrieg von der Außerparlamentarischen Opposition verwendet und blieb während der Zeit der Friedensbewegung in den 1970er Jahren aktuell. Danach verschwand er zunehmend aus der öffentlichen Wahrnehmung, ging aber mit ironischem Unterton teils in den allgemeinen Sprachgebrauch über. Der Irakkrieg verschaffte dem Slogan ab 2003 neue Popularität.
Auf dem Bundesparteitag des Bündnisses Sahra Wagenknecht am 12. Januar 2024 in Bonn beendete die Bundestagsabgeordnete Sevim Dağdelen ihren Redebeitrag mit dem Ausruf: „Ami, go home“ und wurde dafür von den Parteitagsdelegierten bejubelt.

## Der Slogan im Film
In Billy Wilders Film „Eins, Zwei, Drei“ – der im geteilten Berlin kurz vor dem Bau der Berliner Mauer spielt – wird der abgeänderte Slogan „Yankee go home“ auf Luftballons geschrieben. Begründung der Schreiberin, die im Film aus den amerikanischen Südstaaten stammt, wo die Bezeichnung „Yankee“ für US-Amerikaner aus nördlichen Bundesstaaten verwendet wird: „Da steht ja nicht ‚Ami go home‘, sondern ‚Yankee go home‘, und die mag doch niemand!“
Im Monty-Python-Film „Das Leben des Brian“ wird der Slogan parodiert: In einer Szene wird eine Wand mit dem lateinischen Slogan „Romani ite domum“ (engl. „Romans go home“, dt. „Römer, geht nach Hause“) bemalt.
Eine Abwandlung – nämlich „Ami, geh’ zum Teufel!“ – findet sich in „Apocalypse Now“ bei der Brücke von Do-Lung.

## Der Slogan in der Literatur
Eine Auswahl von Schriften in deutscher Sprache mit den Worten „Ami go home“ im Titel:
- Amt für Information der Regierung der DDR (Hrsg.): Ami go home. Warum die Amis heimgehen sollen (=Die Wahrheit dem Volke, Heft 7), Deutscher Zentralverlag, Berlin, 1950
- Ernst Busch, Hanns Eisler: Ami – go home! (Ernst Busch (Hrsg.): Friedenslieder. Heft 2), Verlag Lied der Zeit, Berlin o. J. [1952]
- James Wakefield Burke: Ami go home. Ein Roman aus unseren Tagen, Amsel, Berlin 1954
- Reinhard Federmann: Ami go home. Stück in 25 Szenen [Als unverkäufliches Manuskript vervielfältigt], Sessler, Pfarrkirchen, München o. J. [um 1983]
- Rolf Winter: Ami go home: Plädoyer für den Abschied von einem gewalttätigen Land, Rasch und Röhring, Hamburg 1989, ISBN 3-89136-288-9
- Ingrid Bauer: Welcome Ami go home, die amerikanische Besatzung in Salzburg 1945–1955; Erinnerungslandschaften aus einem Oral-history-Projekt, Pustet, Salzburg 1998, ISBN 3-7025-0371-4 (= Lesebücher zur Geschichte Salzburgs, Band 6).
- Wilhelm Langthaler, Werner Pirker: Ami go home. Zwölf gute Gründe für einen Antiamerikanismus, Promedia Wien 2003, ISBN 978-3-85371-204-7

## Einzelbelege
1. ↑  Mathilde Vaerting (Hrsg.): Zeitschrift für Staatssoziologie. Themis-Verlag, 1960 (online).
2. ↑  Österreichische Monatshefte. Österreichischer Verlag, 1953 (online).
3. ↑  Ami, go home! Text von Ernst Busch und Link zum Lied
4. ↑  http://www.dhm.de/sammlungen/plakate/p94_874.html
5. ↑  Zusatz. In: Der Spiegel. Nr. 18, 1950 (online).
6. ↑  Im S-Bahn-Schacht verschütt. In: Der Spiegel. Nr. 10, 1951 (online).
7. ↑  vgl. z. B. „Ami go home“ (Artikel zu US-Studenten an britischen Universitäten), Spiegel Online, 12. April 2002
8. ↑  Lisa Caspari, Victoria Jung: BSW-Bundesparteitag: Noch 41 Tage Zittern. zeit.de, 12. Januar 2025.
9. ↑  Avez-vous Bourbon? In: geocities.com. Archiviert vom Original am 17. Mai 2005; abgerufen am 6. Januar 2015.